# David Brandes
David Brandes (eigentlich David Brändle; * 9. Dezember 1968 in Basel) ist ein deutscher Sänger, Produzent und Komponist.

## Anfänge
David Brandes ging in Ettingen im Kanton Basel-Landschaft zur Schule. Später nahm der gebürtige Schweizer die deutsche Staatsbürgerschaft an und zog nach Bad Bellingen. Ende der 1980er Jahre trat er zunächst als Solointerpret auf, bevor er Teil der Gruppe Xanadu wurde, mit der er zwischen 1989 und 1992 zahlreiche Platten veröffentlichte.

## Karriere
Im deutschsprachigen Raum wurde er als Komponist und Produzent für Maarja, E-Rotic, Chris Norman, Wolfgang Petry, Chris Roberts, Bad Boys Blue, Harry (von Big Brother) und Fancy bekannt. Zuletzt war er mit der Girlgroup Vanilla Ninja sowie der ehemaligen Superstar-Anwärterin Gracia (Run & Hide; When the Last Tear’s Been Dried, Never Been; Passion), der Dance-Formation Virus Incorporation (Heaven Is a Place on Earth), Shanadoo (King Kong) und N-Euro (Lover on the Line) erfolgreich. Er komponierte auch den Song Don’t Close Your Eyes für die Gruppe 4 United, bei der neben Gracia ihre DSDS-Kollegen Nektarios, Stephanie und Daniel Küblböck sangen. 1999 lieferte er die neu produzierten Versionen der Dschinghis-Khan-Hits Moskau und Dschinghis Khan, die anlässlich des 20-jährigen Bestehens der Formation auf einer Best-of-Kompilation veröffentlicht wurden.
David Brandes hat sein eigenes Independent-Label namens Icezone Music, vormals BROS Music, mit Sitz in Weil am Rhein, wo sich auch sein Tonstudio befindet. Bei diesem Label erscheinen alle Platten seiner Künstler. Die meisten seiner Songs schrieb Brandes zusammen mit seiner damaligen Ehefrau Petra Brändle, die auch unter dem Pseudonym Jane Tempest bekannt ist. Die Texte stammen aus der Feder von Bernd Meinunger, der auch unter dem Pseudonym John O’Flynn bekannt ist. Die beiden arbeiten bereits seit Xanadu-Zeiten miteinander, als Meinunger noch die Texte für die Schlagergruppe schrieb. Seit Mitte der 2000er-Jahre ist Brandes in einer Beziehung mit Gracia Baur. Seine Ex-Ehefrau Petra Brändle ist weiterhin für BROS Music tätig und kümmert sich um das ganze Management der jeweiligen Künstler. Zusammen mit seiner Lebensgefährtin Gracia Baur singt er u. a. für E-Rotic, Vanilla Ninja und Molow auch Backing Vocals.

### E-Rotic
Seinen Durchbruch als Produzent schaffte David Brandes Mitte der 1990er Jahre mit der Eurodance-Gruppe E-Rotic. Einige Hits wie Max Don’t Have Sex with Your Ex, Fred Come to Bed oder Sex on the Phone waren erfolgreich in den deutschen und internationalen Charts. Die Alben Sex Affairs (1995) und The Power of Sex (1996) wurden auch in Großbritannien, Japan und Finnland veröffentlicht. Letzteres wurde im Jahr 2003 auch in der USA veröffentlicht.

### Vanilla Ninja
Großen Erfolg verbuchte Brandes als Produzent von Vanilla Ninja. Er komponierte alle Lieder von September 2003 bis Dezember 2005 und seit 2020 und auch alle als Single veröffentlichten Titel der Gruppe, die sich in den deutschen Singlecharts platzieren konnten. Das Album Traces of Sadness kam bis auf Platz drei der Albumcharts und wurde mit Gold ausgezeichnet. Das zweite Album Blue Tattoo stieg auf den vierten Platz der Hitparade ein.
2021 startete Brandes mit Vanilla Ninja ein Comeback, das neue Studioalbum Encore erschien im Oktober und erreichte Platz 13 der deutschen Charts. Vier Singles inklusive Musikvideos (Gotta Get It Right, No Regrets, The Reason Is You und Incredible) erschienen vorab.

### Eurovision Song Contest
Mit Vanilla Ninja trat David Brandes beim Eurovision Song Contest 2005 für die Schweiz an, was dort große Proteste auslöste, da die Band bis auf den Geburtsort ihres Managers keinerlei Bezug zum Land aufweist. Der Song Cool Vibes wurde am 5. März 2005 erstmals im Schweizer Fernsehen präsentiert und zählte zu den Favoriten für den Sieg. Der Song belegte den achten Platz.
Neben der Schweiz war Brandes beim Eurovision Song Contest 2005 auch für Deutschland vertreten: der von ihm komponierte Song Run & Hide mit der Sängerin Gracia gewann am 12. März 2005 die deutsche Vorentscheidung Germany 12 Points!. Nach den Betrugsvorwürfen gegen Brandes wurde ihm jedoch sein Platz in der deutschen Delegation verwehrt. Gracia belegte beim Finale mit vier Punkten den letzten Platz.
Bereits 2000 hatte Brandes als Komponist an der deutschen Vorentscheidung teilgenommen und mit seinem von E-Rotic interpretierten Titel Queen of Light den sechsten Platz belegt. Als Mitglied der Gruppe Xanadu stand er zudem 1989 und 1990 selbst bei deutschen Grand-Prix-Vorentscheidungen auf der Bühne, beide Male erreichte die Gruppe Platz zwei.

### Manipulationen
Im März 2005 wurde bekannt, dass Brandes Chartplatzierungen zugunsten seiner Künstler Vanilla Ninja (Blue Tattoo (Album), I Know), Virus Incorporation und Gracia (Run & Hide) manipuliert hatte. Laut einem Bericht der Sat.1-Sendung Akte 05/12 hatte er gezielt Käufer beauftragt, seine Produkte in großen Mengen bei einer bekannten Elektronikgroßmarktkette zu erwerben. Aus diesem Grund schloss der Bundesverband der Phonographischen Wirtschaft IFPI am 11. April 2005 sechs Produkte der genannten Interpreten – vier Singles und zwei Alben – für drei Monate von der Media-Control-Chart-Erhebung aus. Am 19. April 2005 gab Brandes in der ZDF-Talkshow Johannes B. Kerner erstmals öffentlich zu, 2000 CDs seiner eigenen Künstler aufgekauft zu haben. Er begründete dies damit, dass er seinen Künstlern sonst einen „klaren Wettbewerbsnachteil verschafft“ hätte, da das Aufkaufen von CDs branchenüblich sei. Die Zahl von Media Control, wonach er 31.000 CDs erworben haben soll, wies er jedoch zurück.